# Comunità montana Lunigiana
La Comunità montana della Lunigiana è stato un organo istituzionale che raggruppava al suo interno 14 comuni della Provincia di Massa-Carrara che costituiscono la media e alta Lunigiana, una regione divisa tra la Liguria spezzina e la Toscana settentrionale. La sede istituzionale dell'organo era a Fivizzano in Piazza Alcide De Gasperi. La Comunità Montana Lunigiana è stata soppressa dalla Regione Toscana il 31 dicembre 2011, per essere sostituita dall'Unione di comuni Montana Lunigiana.

## Geografia fisica

### Territorio
La Comunità Montana della Lunigiana era situata nella parte settentrionale della provincia di Massa-Carrara e ricopriva gran parte del territorio lunigianese. Essa confinava con altre comunità montane: a nord con la Comunità montana Valli del Taro e del Ceno e la Comunità montana Appennino Parma Est in provincia di Parma, sempre a nord toccava la Comunità montana dell'Appennino Reggiano, a est vi è la Comunità montana Garfagnana in provincia di Lucca, ad ovest vi erano la Comunità montana della Media e Bassa Val di Vara e la Comunità montana dell'Alta Val di Vara entrambe nella provincia della Spezia.
La comunità era costituita da 14 comuni:
- Aulla
- Bagnone
- Casola in Lunigiana
- Comano
- Filattiera
- Fivizzano
- Fosdinovo
- Licciana Nardi
- Mulazzo
- Podenzana
- Pontremoli
- Tresana
- Villafranca in Lunigiana
- Zeri

## Amministrazione

### Gemellaggi
- El Aaiún